# 남은 인생 10년
《남은 인생 10년》(일본어: 余命１０年, 영어: The Last 10 Years)은 2022년에 개봉한 일본의 로맨스, 드라마 영화다. 고사카 루카가 지은 같은 이름의 소설을 원작으로 한다.
 후지이 미치히토가 감독을 오카다 요시카즈와 와타나베 마코가 각본을 맡았다.
 일본은 2022년 3월 4일에 대한민국은 2023년 5월 24일에 개봉되었다.

## 줄거리
20살에 길어도 10년을 넘긴 사람이 거의 없다는 폐동맥 고혈압이라는

난치병 진단을 받은 타카바야시 마츠리는 치료약이 개발되길 바라며

투병생황을 하던 중 퇴원을 하게 되고 우편으로 전달된 동창회에 참여하는데

그곳에서 만난 카즈토와 연인으로 발전하지만 결국 자신의 병 때문에 이별을 고하고

마츠리는 자신의 삶을 정리하며 처음이자 마지막인 소설을 쓰게 되는데...

## 출연진

### 주연
- 고마츠 나나 - 타카바야시 마츠리 역
- 사카구치 켄타로 - 마나베 카즈토 역

### 조연
- 마츠시게 유타카 - 타카바야시 아키히사(마츠리 아버지) 역
- 쿠로키 하루 - 타카바야시 키쿄(마츠리 언니) 역
- 릴리 프랭키 - 카지와라 겐 역
- 야마다 유키 - 토미타 타케루 역
- 나오 - 후지사키 사나에 역
- 이구치 사토루 - 미우라 아키라 역
- 다나카 테츠시 - 히라타 역
- 하라 히데코 - 타카바야시 유리코(마츠리 엄마) 역

## 수입사
- 엔케이컨텐츠